# 21Revolution

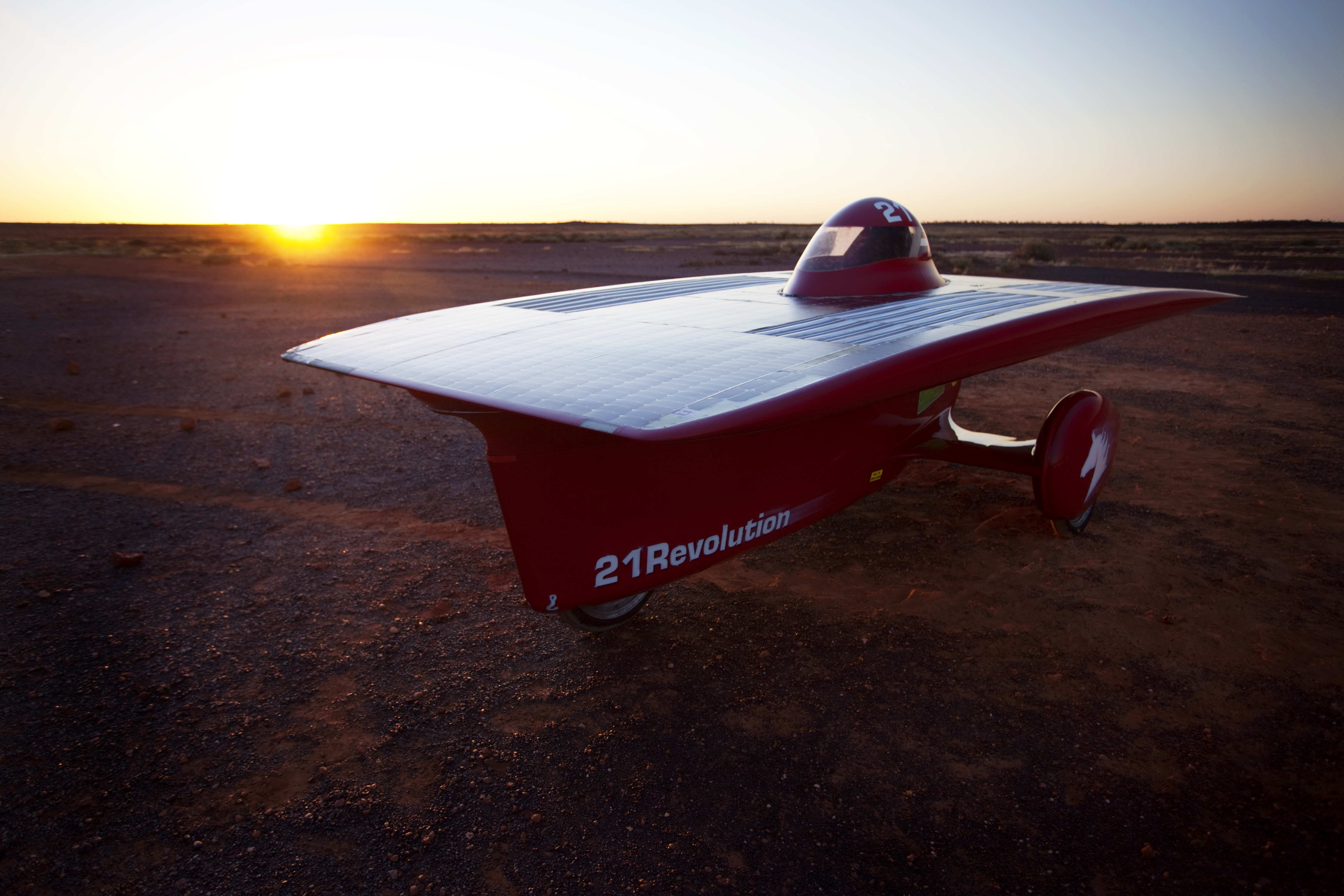
De 21Revolution in de woestijn

De 21Revolution (spreek uit: Twente One Revolution) is een zonneauto van het Solar Team Twente, dat heeft deelgenomen aan de World Solar Challenge 2009 in Australië. De World Solar Challenge is een tweejaarlijkse race voor zonnewagens die dwars door Australië gaat.
21Revolution eindigde op de 8e en laatste plek (n.b. diverse teams zijn niet gefinisht). De wagen legde de race af in een tijd van 44 uur en 53 minuten en bereikte een gemiddelde snelheid van 66,8 km/h.
De 21Revolution heeft twee voorgangers: de Solutra die negende werd in 2005 en de Twente One die zesde werd in de World Solar Challenge 2007. De opvolger van de 21Revolution is de 21Connect die mee doet aan de World Solar Challenge 2011.

## Specificaties
| Afmetingen              | lengte: 5,00 m - breedte: 1,80 m - hoogte: 1,30 m                          |
| Gewicht (excl. coureur) | 240 kg                                                                     |
| Wielen                  | 1 voor, 2 achter                                                           |
| Zonnecellen             | 6 m² Gallium‐Arsenide Triple Junction met een efficiëntie van 31%          |
| Aerodynamica            | Vleugelprofiel. Luchtweerstand is zes keer kleiner dan normale auto        |
| Motor                   | Elektromotor InWheel Direct Drive - CSIRO met efficiëntie van 97% - 7,5 pk |
| Carrosserie             | Frame uit koolstofvezel, kantellichaam uit thermoplastisch elastomeer      |
| Telemetrie              | Wifiverbinding met volgwagen                                               |
| Bijzonderheden          | Kantelbare vleugel en fresnelsysteem                                       |